# União FM Blumenau
União FM Blumenau é uma emissora de rádio brasileira com sede em Blumenau, SC. Opera na frequência FM 96.5 MHz é pertencente a Fundação Sinodal de Comunicação. A rádio é afiliada à União FM de Novo Hamburgo.

## História
A emissora foi fundada em 1982 pela Fundação Luterana de Comunicação, sendo atualmente a rádio adulta mais ouvida durante todo o horário comercial, no Vale do Itajaí e Norte Catarinense. Entre 2004 e 2016, foi afiliada à Antena 1, que também já teve passagem pela 90 FM Lite Hits entre 1996 e 2004.
A Rádio União FM, após um breve período com sua programação voltada ao público jovem, retornou em agosto de 2017 a transmitir uma programação no formato adulto contemporâneo.
Em março de 2021, a emissora foi integrada a Fundação Sinodal de Comunicação e foi anunciado que a emissora passaria transmitir em conjunto com a União FM de Novo Hamburgo, RS. A parceria se iniciou em 5 de abril.